# از درون
"از درون" (به انگلیسی: From The Inside) نام ترانه‌ای از گروه راک آمریکایی لینکین پارک است.
این ترانه به عنوان چهارمین تک‌آهنگ آلبوم متئورا منتشر شد.

## سبک
این ترانه یکی از سنگین‌ترین آهنگ‌های لینکین پارک به شمار می‌رود. ترانه با یک ملودی نسبتاً آرام شروع شده و بعد پیشرفت می‌کند و درآخر با سنگینی به پایان می‌رسد. فریاد چستر بنینگتون حدود ۱۰ ثانیه به این سنگینی افزوده‌است.

## موزیک ویدئو

ویدئوی "از درون" مانند "کرخت" در پراگ جمهوری چک فیلمبرداری شده‌است.

موزیک ویدئوی کارگردانی شده توسط جو هان، مثل کرخت در یکی از میدانهای تاریخی شهر پراگ جمهوری چک ساخته شده و در طی یک شورش اتفاق می‌افتد. مایک شینودا و چستر بنینگتون هم در وسط شورش و بقیه گروه هم در مرکز شهر که توسط پلیس محاصره شده حضور دارند. این ویدئو دربارهٔ یک پسر بچه (بازیگر جیمی بنینگتون) است که بعد از دیدن این شورش در تلویزیون از خانه بیرون می‌رود تا آن را از نزدیک مشاهده کند. وقتی که وارد خیابان می‌شود با جمعیت زیادی از مردم مواجه می‌شود که در حال دویدن، فریاد کشیدن و گریه کردن هستند و پسر بچه تنها و بی کس به راه خودش و مشاهده جمعیت ادامه می‌دهد تا اینکه ویدئو به این صحنه می‌رسد که چستر این جمله را فریاد می‌زند "I wont waste myself on you". پسر بچه هم در این کار با چستر همراهی کرده و در حالی که در بین جمعیت هست جمعیت دور او به هوا پرتاب شده و به زمین می‌افتند و شورش از هم می‌پاشد... چستر به فریادهای خود ادامه می‌دهد. در پایان کودک از پایان دادن به شورش راضی به نظر می‌رسد و لبخند می‌زند بعد دوباره فریاد می‌زند.
.

## رتبه در جدول
| جدول (2004)                 | رتبه در جدول |
| --------------------------- | ------------ |
| جدول تک‌آهنگهای استرالیا     | ۳۷           |
| جدول تک‌آهنگهای اتریش        | ۴۲           |
| جدول تک‌آهنگهای آلمان        | ۳۵           |
| جدول تک‌آهنگهای ایتالیا      | ۱۴           |
| جدول تک‌آهنگهای هلند         | ۴۱           |
| جدول تک‌آهنگهای لهستان       | ۱۷           |
| جدول تک‌آهنگهای فرانسه       | ۳۵           |
| جدول ۵۰ تک‌آهنگ برتر نیوزلند | ۵۰           |
| جدول ۶۰ تک‌آهنگ برتر سوئد    | ۵۲           |
| جدول تک‌آهنگهای سوئیس        | ۳۸           |
| جدول تک‌آهنگهای بریتانیا     | ۱۸           |